# بوراک یامان ترک
بوراک یامان ترک (انگلیسی: Burak Yamantürk؛ زادهٔ ۲۳ دسامبر ۱۹۸۳) بازیگر اهل ترکیه است. وی از سال ۲۰۱۰ میلادی تاکنون مشغول فعالیت بوده‌است.